# Pag (ostrov)
Pag (chorvatsky otok Pag, italsky isola di Pago) je ostrov na severu chorvatské části Dalmácie, který patří do skupiny Kvarnerských ostrovů. Severní část ostrova administrativně náleží k Licko-senjské župě (město Novalja), jižní k Zadarské župě (město Pag a opčiny Kolan a Povljana) a jedná se tak o jediný chorvatský ostrov, který se dělí mezi dvě župy. Největším sídlem ostrova je město Pag.

## Geografická charakteristika

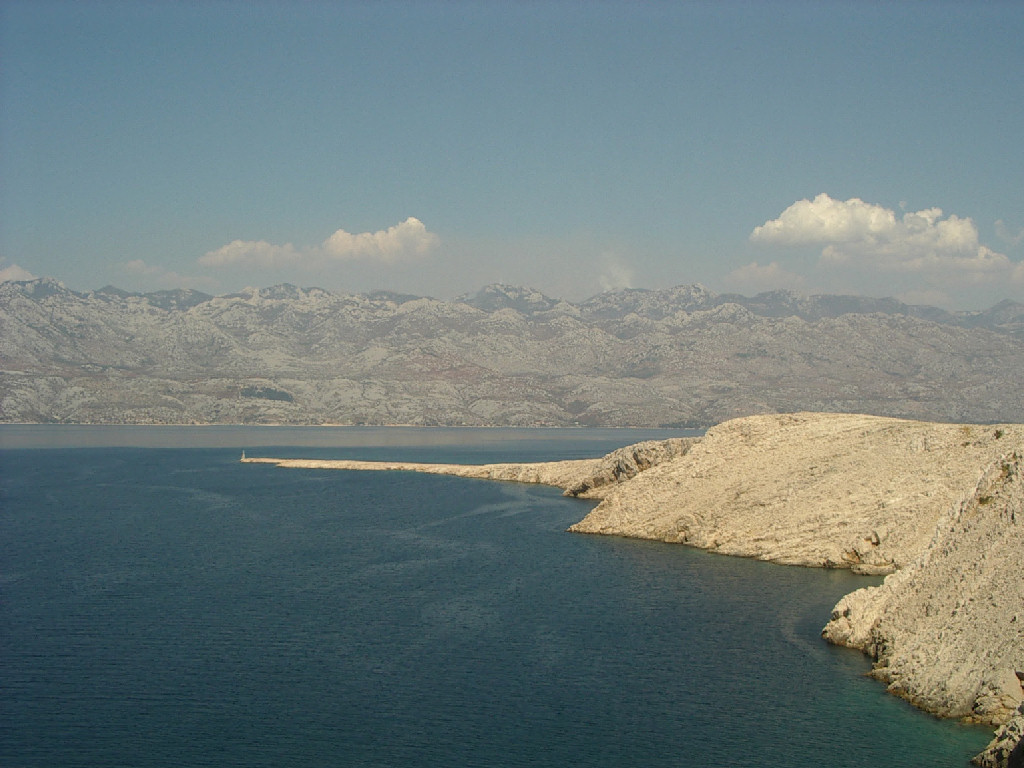
Pobřeží ostrova Pag

Ostrov je velmi protáhlý ve směru severozápad-jihovýchod – při délce 60 km se šířka pohybuje od 2 do 10 km – a zaujímá plochu 285 km². Od pevniny je po délce oddělen Velebitským průlivem (Velebitski kanal), od ostrova Rab na severu Pažským průlivem (Paški kanal), na jihovýchodním konci ho cca 340 m dlouhý Pažský most (Paški most) (bez poplatku) spojuje z mysu Fortica přes Ljubačskou úžinu (Ljubačka vrata) s mysem Ošljak na pevnině. Jinak se lze na ostrov dopravit také trajektem Prizna-Žigljen nepřetržitě (cca po 1 hodině), další lodní linka funguje mezi městy Karlobag a Pag.

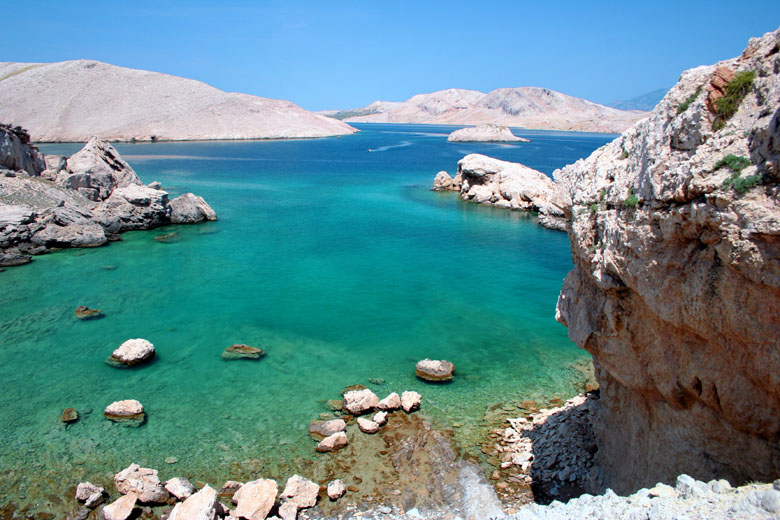
Pobřeží ostrova Pag

Pobřeží ostrova je rozčleněno několika hlubokými zálivy a jeho celková délka tak dosahuje 269 km, z toho 84 km připadá na oblázkové a písečné pláže. Na jihovýchodě ostrova leží krasová jezera Velo blato a Malo blato. Nejvyšším bodem ostrova je Sveti Vid (348 m). U města Pag se rozkládají velké saliny (Paške solane) o ploše přes 3 km², z nichž se odedávna odpařováním mořské vody získává sůl. 33 000 tun získaných každým rokem představuje 2/3 produkce soli v Chorvatsku.

## Podnebí
Na ostrově vládne středomořské podnebí. Ovšem kvůli chladným větrům z pevniny (bóra) je možné pěstování vinné révy, zeleniny, ovoce a oliv pouze v údolích. I přes snahy místních obyvatel, kteří vystavěli kilometry kamenných zdí, je velká část ostrova holá a skalnatá. Rozšířen je chov ovcí (na ostrově kolem 40 000 kusů), v jejichž stravě se vyskytuje tymián, rozmarýn či šalvěj. Díky této neobvyklé stravě má pažský sýr (Paški sir) nenapodobitelnou chuť a stal se místní specialitou. Ostrov Pag je také proslulý krajkářstvím.

## Města
Největšími sídly jsou historické město Pag ve střední části ostrova a hlavní turistické letovisko Novalja na severozápadním pobřeží. Dalšími oblíbenými letovisky jsou Mandre, Stara Novalja či Potočnica. Celkový počet obyvatel ostrova se pohybuje kolem 8 000, hlavními zdroji obživy jsou rybářství, získávání soli, vinařství a turistický ruch.
Město Pag navázalo v roce 2011 partnerské kontakty se Slavkovem u Brna, které byly potvrzeny smlouvou v roce 2014.

## Novodobé dějiny
Za druhé světové války zřídili chorvatští ustašovci na ostrově koncentrační tábor, v němž roku 1941 povraždili na 8 000 lidí – Srbů, Židů a komunistů. Další vlna vylidňování zasáhla Pag po válce, zastavil ji teprve postupný rozvoj turistického ruchu v 60. letech. Dnes ve městě Pag žije 2 849 obyvatel.
Na jaře roku 2004 nalezl Dražen Peranić (potápěč a spolumajitel pensionu Livić ve Staré Novalje) vrak potopené obchodní lodí z 1. století př. n. l. Vrak obsahoval zhruba 100 amfor a zbytky dvou olověných kotev (příčná ráhna). Vrak lodi se nachází v zátoce Vlaška Mala ve Velebitském kanále na východní straně ostrova Pag. Místo nálezu je v hloubce cca 28 m a je překryto velkou ocelovou klecí.